# Laeviscutella dekimpei
Laeviscutella dekimpei är en fiskart som beskrevs av Poll, Whitehead och Hopson, 1965. Laeviscutella dekimpei ingår i släktet Laeviscutella och familjen sillfiskar. IUCN kategoriserar arten globalt som livskraftig. Inga underarter finns listade i Catalogue of Life.